# F. Compo
F. Compo (ファミリーコンポ?, Famirī Konpo, lett. "Family Compo"), abbreviazione di Family Composition, è un manga seinen giapponese di Tsukasa Hōjō, pubblicato originariamente in Giappone nel 1996 dalla Shūeisha sulla rivista Manga Allman con il titolo di Waga ya ga ichiban (我が家が一番? lett. "La mia famiglia è la numero uno").
Composto di 14 volumi, il fumetto non è stato un grande successo commerciale sia in patria sia in Italia, soprattutto se paragonato alle due precedenti opere dell'autore (i best seller Cat's Eye e City Hunter), forse per via delle delicate tematiche trattate legate alle varie tipologie di sessualità. Secondo alcune opinioni, anche di persone omosessuali, la tiepida accoglienza riservata all'opera sarebbe da attribuire alla presenza di una certa retorica nel descrivere il mondo transessuale, unito però ad una riconosciuta capacità di descrivere la sessualità non convenzionale come un evento naturale della vita; in ogni caso, il manga non vuole essere un saggio, ma una commedia degli equivoci e conserva quindi l'ingenuità tipica del genere.

## Trama
La storia è incentrata su Masahiko Yanagiba, un ragazzo che si ritrova orfano a 18 anni dopo la recente morte del padre in un incidente stradale e la morte della madre quando era piccolo. Nonostante Masahiko desideri andare all'università, la nuova condizione lo costringe a rinunciare agli studi e a cercare un lavoro per sopravvivere. Un giorno però suona alla porta di casa sua una donna somigliante alla defunta madre che gli dice di essere Yukari Wakanae, moglie del fratello di sua madre, che lo invita ad abitare con la sua famiglia per consentirgli di continuare gli studi.
Masahiko è inizialmente perplesso, perché sa che sua madre aveva rotto da tempo i rapporti con il fratello e non conosce affatto la sua famiglia, ma alla fine accetta e conoscere così suo zio Sora, marito di Yukari, e Shion, loro figlia e sua cugina.
Il giovane studente scoprirà però la verità su questa famiglia, e il perché sua madre aveva smesso di parlare con Yukari. I ruoli di questa famiglia sono infatti invertiti: Yukari è in realtà una donna transessuale MtF, ossia il fratello di sua madre, il che spiega la somiglianza tra i due. Sora è in realtà un uomo transessuale FtM, quindi nonostante sia esteticamente un uomo era nato femmina. Infine, il vero genere di Shion non è ancora chiaro. Persino le assistenti di Sora, che lavora come mangaka, sono delle donne transessuali.
Dopo un inizio scombussolato, Masahiko deciderà però di trasferirsi nella loro casa, vivendo con loro molte avventure.

## Personaggi

### Famiglia Wakanae
- Masahiko Yanagiba (柳葉 雅彦?, Yanagiba Masahiko): il protagonista, uno studente universitario (all'inizio del manga è una matricola, quindi ha 18 anni). Il carattere che lo contraddistingue è la sua perenne incapacità di decidere su qualunque fatto della sua vita, cosa che lo rende il bersaglio delle angherìe dei suoi senpai e dei terribili scherzi di Shion, sua cugina. Diventa Masami (雅美?, Masami) quando si traveste da donna.
- Yukari Wakanae (若苗 紫?, Wakanae Yukari): zia di Masahiko, il suo nome anagrafico era Tatsuhiko Wakanae (若苗 龍彦?, Wakanae Tatsuhiko). È una donna transessuale MtF. Era il fratello della madre di Masahiko.
- Sora Wakanae (若苗 空?, Wakanae Sora): zio di Masahiko, il suo nome anagrafico era Haruka Kikuchi (菊池 春香?, Kikuchi Haruka). È un uomo transessuale FtM ed è il marito di Yukari.
- Shion Wakanae (若苗 紫苑?, Wakanae Shion): cugina di Masahiko, è più piccola di lui di un anno, ma nonostante ciò è più decisa, sveglia e attiva di lui, e se spesso lo fa dannare, in diverse occasioni lo aiuta a togliersi dai guai. L'interrogativo che attanaglia Masahiko (e il lettore) per tutto il manga riguarda il suo genere: non è chiaro quale esso sia, visto che a volte si presenta come ragazza, altre volte come ragazzo. Nel corso dell'opera si iscriverà alla stessa università di Masahiko, come uomo.
- Yoriko Kikuchi (菊池 頼子?, Kikuchi Yoriko): sorella di Sora, che finisce per sposarsi con Kenji, amico di infanzia di Sora.

### Assistenti di Sora
- Kazuko Niigata (新潟 和子?, Nīgata Kazuko): conosciuta semplicemente come Kazu, è la transessuale meno credibile del gruppo. È stata al maschile campione di judo, e la sua forma fisica la rende riconoscibile quando si traveste. Ha una moglie e un figlio.
- Makoto Yamazaki (山崎 真琴?, Yamazaki Makoto): è una ragazza transessuale piccola, con occhiali e capelli corti.
- Hiromi Makamura (中村 浩美?, Makamura Hiromi): è forse la transessuale più credibile, con lunghi capelli ed atteggiamenti femminili.
- Susumu Yokota (横田 進?, Yokota Susumu): l'unica transessuale che si è fatta operare, ma che continua a destare sospetti, a causa del suo aspetto molto mascolino.
- Signorina Mori (森さん?, Mori-san): è la coordinatrice del gruppo, l'unica donna "biologica" del gruppo.

### Amici
- Yoko Asaoka (朝岡 予告?, Asaoka Yoko): la fidanzata di Masahiko, che creerà spesso confusione nei sentimenti indefiniti del giovane.
- Takuya Ejima (江島 卓也?, Ejima Takuya): compagno di scuola e di avventure di Masahiko, un rubacuori assatanato, completamente diverso dal protagonista.
- Tatsuya Tatsumi (辰也 辰巳?, Tatsuya Tatsumi): uno yakuza che si innamora perdutamente di Masami, la versione femminile di Masahiko, e che quindi invaderà la vita di Masahiko in modo piuttosto problematico.
- Kaoru Masoho (真朱 薫?, Masoho Kaoru): la figlia di Tatsuya, che si comporta da maschio e che da un certo punto del manga si trasferisce a casa Wakanae, prendendo a modello Sora e diventando una sorta di terzo figlio per lui e Yukari.

## Volumi
Il manga, scritto e disegnato da Tsukasa Hōjō, è stato serializzato dal luglio 1996 al novembre 2000 sulla rivista Manga Allman edita da Shūeisha. I vari capitoli sono stati raccolti in quattordici volumi tankōbon pubblicati dal 23 aprile 1997 al 24 gennaio 2001 sotto l'etichetta SC Allman.
In Italia la serie è stata pubblicata da Star Comics nella collana Starlight dall'8 agosto 2000 al 24 agosto 2001.
| Nº | Data di prima pubblicazione | Data di prima pubblicazione | Data di prima pubblicazione |
| Nº | Giapponese                  | Giapponese                  | Italiano                    |
| -- | --------------------------- | --------------------------- | --------------------------- |
| 1  | 23 aprile 1997              | ISBN 4-08-878076-0          | 8 agosto 2000               |
| 2  | 24 settembre 1997           | ISBN 4-08-878077-9          | 7 settembre 2000            |
| 3  | 24 gennaio 1998             | ISBN 4-08-878201-1          | 9 ottobre 2000              |
| 4  | 20 aprile 1998              | ISBN 4-08-878211-9          | 26 ottobre 2000             |
| 5  | 20 luglio 1998              | ISBN 4-08-878222-4          | 30 novembre 2000            |
| 6  | 24 ottobre 1998             | ISBN 4-08-878235-6          | 5 gennaio 2001              |
| 7  | 24 gennaio 1999             | ISBN 4-08-878248-8          | 30 gennaio 2001             |
| 8  | 24 aprile 1999              | ISBN 4-08-878254-2          | 27 febbraio 2001            |
| 9  | 24 agosto 1999              | ISBN 4-08-878266-6          | 28 marzo 2001               |
| 10 | 24 novembre 1999            | ISBN 4-08-878274-7          | 7 maggio 2001               |
| 11 | 23 febbraio 2000            | ISBN 4-08-878284-4          | 25 maggio 2001              |
| 12 | 24 maggio 2000              | ISBN 4-08-878294-1          | 29 giugno 2001              |
| 13 | 23 agosto 2000              | ISBN 4-08-878303-4          | 30 luglio 2001              |
| 14 | 24 gennaio 2001             | ISBN 4-08-878321-2          | 24 agosto 2001              |

## Riferimenti ad altre opere
Nel capitolo 3 del manga compare Ryo Saeba, protagonista di City Hunter, mentre prova a sedurre Shion Wakanae.

## Accoglienza
Un recensore di Everyeye.it trovò i disegni superbi e in grado di raccontare la storia in maniera semplice e chiara. All'inizio la storia era un po' lenta ma con lo scorrere degli episodi tutto diventava decisamente più coinvolgente e il racconto avrebbe regalato scene d'amore e divertimento. La trama risultava avvincente ed era supportata da disegni favolosi che creavano un forte desiderio di interesse, che avrebbe portato il lettore a desiderare di proseguire la serie senza alcun problema. Il redattore paragonò F. Compo a City Hunter, altra opera di Hōjō, e affermò che da un lato ne usciva perdente e dall'altro fortemente vincitore, giustificando che City Hunter vantava di un'atmosfera d'avventura, spesso alternata a gag esilaranti mentre F. Compo abbandonava l'atmosfera misteriosa per un'altra incentrata sul divertimento fin dall'inizio. I disegni risultavano inoltre superiori a quelli della precedente opera in quanto l'autore si era maggiormente affinato nel corso degli anni. La serie era in grado sia di far innamorare che di divertire allo stesso tempo.
Serena Capellaro di iCrewPlay affermò che F. Compo era una serie che sarebbe riuscita entrare nel cuore e di far ridere. I disegni raccontavano i protagonisti e le loro vicende in maniera molto realistica da far sembrare i personaggi veri, grazie anche all'uso delle mimiche facciali offerte da Hōjō.